# Paul Rodriguez
Paul Rodriguez III (ur. 31 grudnia 1984 w Tarzana w Kalifornii), znany również jako P.Rod – profesjonalny amerykański skateboarder i aktor pochodzenia meksykańskiego.

## Wczesne życie
Paul Rodriguez urodził się 31 grudnia 1984, jako syn komika Paula Rodrigueza i Laury Martinez. Niedługo później jego rodzina przeprowadziła się do Northridge w Kalifornii. P-Rod swoją pierwszą deskorolkę kupił w grudniu 1996, kilka dni przed dwunastymi urodzinami. W wieku czternastu lat podpisał pierwszy profesjonalny kontrakt sponsorski z DNA Skateboards dzięki przesłaniu do nich taśmy ze swoją jazdą. We wrześniu 2002, w wieku 17 lat, został profesjonalnym zawodnikiem.

## Sponsorzy
Rodriguez jest sponsorowany przez następujące firmy:
- Nike Skateboarding (jest twarzą linii produktów sygnowanych jego nazwiskiem)
- Andele Bearings
- Mountain Dew
- Target
- Venture Trucks
- Incase
- Primitive Skateshop
- Nixon Watches
- Primitive Griptape

## Osiągnięcia
| Dorobek medalowy |                  |                |
| X-Games          |                  |                |
| Złoto            | 2004 Los Angeles | Zawody uliczne |
| Złoto            | 2005 Los Angeles | Zawody uliczne |
| Złoto            | 2009 Los Angeles | Zawody uliczne |
| Srebro           | 2008 Los Angeles | Zawody uliczne |
| Brąz             | 2003 Los Angeles | Zawody uliczne |

## Życie osobiste
Paul Rodriguez mieszka aktualnie w Los Angeles ze swoją dziewczyną Rainbow Alexander i córką Heaven.

## Filmografia
| Rok produkcji | Tytuł filmu (ang.)           | Rola            |
| ------------- | ---------------------------- | --------------- |
| 2002          | The Borthers Garcia          | Cortez          |
| 2008          | Vicious Circle               | R.J.            |
| 2009          | Rob Dyrdek’s Fantasy Factory | jako on sam     |
| 2009          | Street Dreams                | Derrick Cabrera |
| 2020–2021     | Selena: The Series           | Roger Garcia    |

## Gry video
Paul Rodriguez występował w takich produkcjach jak:
- Tony Hawk’s Underground,
- Tony Hawk’s Underground 2,
- Tony Hawk’s American Wasteland,
- Tony Hawk’s Project 8,
- Tony Hawk: Ride,
- Tony Hawk: Shred.

Wystąpił również w grach Skate i Skate It.